# Classe Shakespearian
La classe Shakespearian  est une classe de chalutiers militaires  construite pendant la Seconde Guerre mondiale par la Royal Navy. 

## Histoire
Les navires ont été conçus pour être utilisés comme navires de lutte anti-sous-marine. Ils sont identiques à la Classe Isles dont le modèle de base est le HMT Basset (Classe Basset).
Trois navires ont été perdus durant les combats : Coriolanus, Horatio et Laertes.
Un navire, le Othello a  été transféré à la Marine italienne en 1946 et un autre, le Rosalind à la Royal East African Navy au Kenya.

## Les unités
Cochrane & Sons à Selby
- HMT Celia (T 134) : 1940-46
- HMT Coriolanus (T 140) : 1940-perdu le 5/5/1945
- HMT Fluellen (T 157) : 1940-46

Cook, Welton & Gemmell à Berkeley
- HMT Hamlet (T 167) : 1940-47
- HMT Horatio (T 153) : 1940-perdu le 7/01/1943
- HMT Juliet (T 136) : 1940-46
- HMT Laertes (T 137) : 1940-perdu le 25/07/1942

Goole Shipbuilding & Repair Company à Goole 
- HMT Macbeth (T 138) : 1940-47
- HMT Ophelia (T 05) : 1940-46

Hall, Russell & Company, Ltd à Aberdeen
- HMT Othello (T 76) : 1941-46 (transfert Italie : DR310)

A & J Inglis, Ltd Glasgow
- HMT Romeo (T 10) : 1941-46
- HMT Rosalind (T 135) : 1941-46 (transfert Kenya REAN)

*Notes: HMT = His Majesty's Trawler

## Crédits
- (en) Cet article est partiellement ou en totalité issu de l’article de Wikipédia en anglais intitulé « Shakespearian-class trawler » (voir la liste des auteurs).